# Рыбин, Василий Андреевич
Василий Андреевич Рыбин (1794—1885) — русский художник и педагог; статский советник.

## Биография
Василий Рыбин родился 17 (28) февраля 1794 года. 23 сентября 1805 года он был принят казенным воспитанником Петербургской Императорской Академии художеств, в которой обучался с большим успехом: 4 августа 1813 года Рыбин получил вторую серебряную медаль, 4 мая 1815 года, будучи учеником 3 возраста, был удостоен первой серебряной медали за рисунок с натуры, а в 1819 году, 7 декабря (по указанию П. Н. Петрова) или 19 декабря (на основании послужного списка), был выпущен из Академии художеств, с аттестатом 1 степени и шпагой, по живописному историческому классу. 

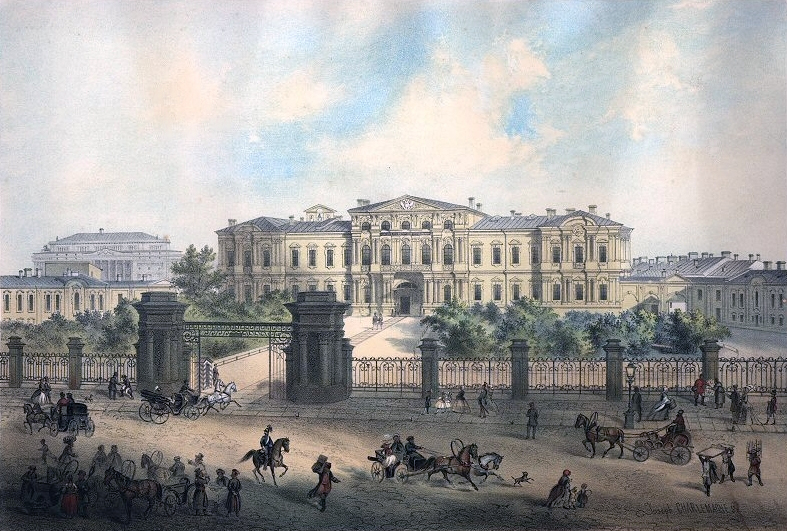
Пажеский корпус
(литография по рисунку Шарлеманя, 1858)

По окончании ИАХ Василий Андреевич Рыбин около трёх лет оставался не у дел, желая усовершенствоваться в живописи и добиться высших наград, пока 17 февраля 1822 года не поступил учителем рисования в Первый кадетский корпус Санкт-Петербурга. Его педагогическая карьера шла вполне успешно: кроме 1-го Кадетского корпуса, Рыбин преподавал и в Пажеском корпусе, причем в 1833 году за успешные занятия в последнем получил денежную награду в 600 рублей, а в 1835 году был утвержден в звании наставника-наблюдателя рисования и за исполнение этой последней должности 30 августа 1836 года был награжден Высочайшим подарком по чину. 
В 1838 году, в чине коллежского асессора, Василий Андреевич Рыбин был представлен к знаку «За XV лет беспорочной службы».
В 1846 году В. А. Рыбин находился, в качестве художника-реставратора при Императорском Эрмитаже, причем журнал «Иллюстрация» под редакцией Н. В. Кукольника высказывал надежду, что умерший перед тем реставратор Эрмитажа Андрей Филиппович Митрюхин, умирая, успел передать Рыбину тайну «удивительной» реставрации картин. 
Василий Андреевич Рыбин умер 28 мая (9 июня) 1855 года в городе Санкт-Петербурге в чине статского советника и был похоронен на Смоленском православном кладбище столицы.